# Сидієво (Бургаська область)
Сиді́єво (болг. Съдиево) — село в Бургаській області Болгарії. Входить до складу громади Айтос.

## Населення
За даними перепису населення 2011 року у селі проживали 374 особи.
Національний склад населення села:
| Національність   | Кількість осіб | Відсоток |
| ---------------- | -------------- | -------- |
| болгари          | 360            | 98,1%    |
| цигани           | 4              | 1,1%     |
| не визначились   | 0              | 0%       |
| Всього відповіли | 367            |          |

Розподіл населення за віком у 2011 році:
Динаміка населення: